# Через Гобі і Хінган
«Через Гобі і Хінган» — радянсько-монгольський двосерійний художній фільм 1981 року про завершальний етап Другої світової війни — розгром імперіалістичної Японії.

## Сюжет
У радянських солдатів, які визволили Європу, попереду ще один бій — з Квантунської армією. Лікарю-епідеміологу Дмитру Соколову належить проникнути в таємниці японської лабораторії (Загін 731/Загін Камо/Загін Того), що розробляє бактеріологічну зброю. Як піддослідні в загоні 731 використовуються люди (росіяни, китайці, корейці, американці), діяльність загону не обмежується одним певним видом бактерій, використовуються збудники хвороб, таких як чума, холера, тиф, сап, дизентерія й тому подібне. Люди, що потрапили в катівні загону 731, не виживали, після використання в дослідах їх спалювали в крематорії…

## У ролях
- Олександр Овчинников —  Дмитро Соколов
- Людмила Петрова —  Люба
- Володимир Івашов —  Матвєєв
- Леонід Неведомський —  підполковник Мороз
- Андрій Мартинов —  Теренков
- Олег Штефанко —  Ваня Соколов
- Андро Кобаладзе —  Йосип Сталін
- Лев Золотухін — Олександр Михайлович Василевський
- Всеволод Ларіонов — Родіон Якович Малиновський
- Ахсарбек Бекмурзов — Ісса Олександрович Плієв (озвучив  Володимир Самойлов)
- В'ячеслав Єзепов — Кирило Опанасович Мерецков
- Костянтин Захаров — генерал Максим Олексійович Пуркаєв
- Євген Лазарев —  Іванов
- Чойбалсангійн Нергуй — Чойбалсан
- Цеомед Тумурбаатар —  Юмжагійн Цеденбал
- Цанлігійн Дамдіндорж —  Жам'янгійн Лхагвасурен
- Равдангійн Лутаа —  Сандівин Равдан
- Болот Бейшеналієв —  Сіро Ісії
- Байтен Омаров —  Отодзо Ямада
- Гомбожавин Гомбосурен —  Хата, начальник штабу Квантунської армії
- Ірина Гошева —  Надія Федорівна
- Іван Агафонов —  Чернозубенко, підполковник-прикордонник
- Віктор Борисов —  прикордонник
- Віктор Іллічов —  Зяблик
- Георгій Шевцов —  Микола Андрійович Ломов, генерал-лейтенант (озвучив Юрій Саранцев)
- Валерій Лущевський —  Темірханов
- Валерій Погорельцев —  Геннадій Сергійович
- Світлана Тормахова —  Анна Соколова
- Тетяна Кім —  Йоко
- Роман Хомятов —  Штальберг
- Микола Сморчков —  Вотинцев
- Віктор Різдвяний —  генерал

## Знімальна група
- Режисери:  Василь Ординський, Бадрахин Сумху
- Сценарій:  Василь Ординський,  Вадим Трунін, Лодонгійн Тудев
- Оператори:  Микола Васильков, Жамбалин Асалбай
- Художники:  Юрій Кладіенко, Очірин Мягмар
- Композитори:  Юрій Буцко, Білегійн Дамдінсурен
- Звукорежисер: Семен Литвинов